# كلية الأعمال (جامعة المنوفية)
كلية الأعمال جامعة المنوفية
 بدأت الدارسة بها عام 1980م وتشمل أقاسم المحاسبة، إدارة الأعمال، الاقتصاد والمالية العامة، الإحصاء والرياضة والتأمين. كما يوجد بها مركز للأبحاث والاستشارات التجارية، لمساعدة الجامعة في تحقيق هدفها لتقديم برامج تدريبية والتي من شأنها العمل علي تطوير الوعي الإداري والمحاسبي والاقتصادي والإحصائي في المجتمع.

## الاقسام العلمية
- قسم إدارة الأعمـال.
- قسم المحاسبة.
- قسم الاقتصاد والمالية العامة.
- قسم الإحصاء والرياضة والتأمين.
- قسم النظم والمعلومات الإدارية.

## الدرجات العلمية
- درجة البكالوريوس في التجارة في إحدى شعب التخصص (عربي- إنجليزي).
- دبلومات الدراسات العليا.
- درجة الماجستير.
- درجة دكتوراه

## الوحدات ذات الطابع الخاص
- مركز الخدمة العامة.